# Ponerinae

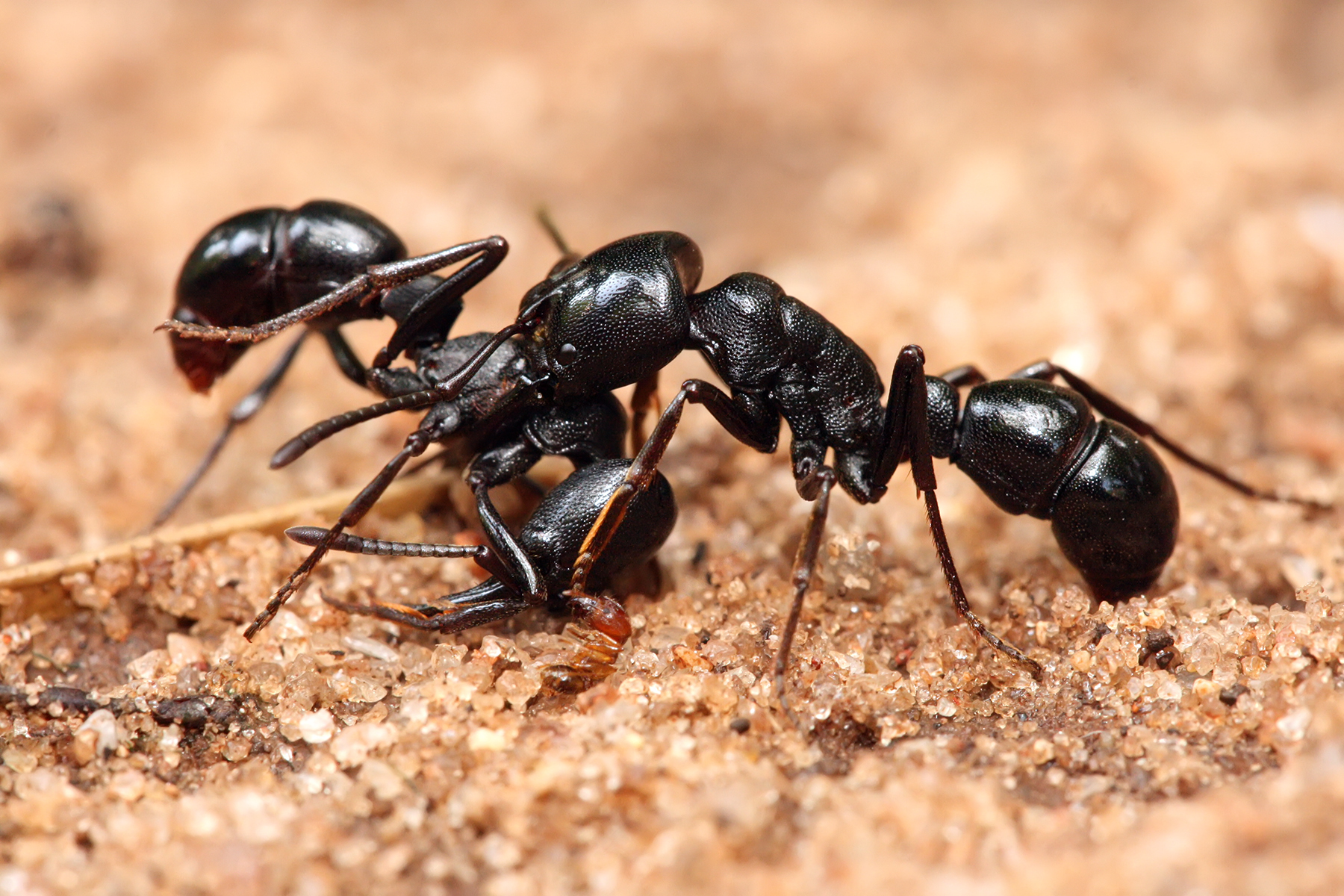
Plectroctena sp. luptând

Ponerinae este o subfamilie de furnici din grupul de subfamilii poneromorfe cu aproximativ 1.600 de specii din 47 de genuri existente, inclusiv Dinoponera gigantea - una dintre cele mai mari specii de furnici din lume. Lucrătorii care se împerechează au înlocuit regina ca straturi funcționale de ouă în mai multe specii de furnici ponerine. În astfel de specii, statutul reproductiv al lucrătorilor poate fi determinat numai prin  disecție ovariană. Ponerinae este o subfamilie de furnici din familia Formicidae. Aceste furnici de obicei cuibăresc în sol, gunoi de pădure, sau busteni putrezi, și sunt prădătoare. Ele pradă în primul rând pe izopode.  Ele trăiesc în cea mai mare parte în colonii mici de până la 200 de lucrători. Ele pot fi găsite mai ales în medii tropicale, dar au fost găsite și în sud-estul Canadei și New York. Lucrătoarele au douăsprezece antene segmentate, în timp ce lucrătorii masculi au 13 antene segmentate.
Aceste furnici sunt caracterizate de înțepăturile lor, furnicile glonț având una dintre cele mai dureroase înțepături din lumea insectelor.  Ele pot fi, de asemenea, caracterizate printr-un singur petiol segmentat și constricția primului și celui de-al doilea segment al gazului.  Ele pot fi, de asemenea, identificate prin forma capului lor.
Ele sunt cel mai ușor de identificat din alte subfamilii printr-o constricție gaster (abdomen).  Sunt exemple rare de furnici înțepătoare.

## Genuri
- Platythyreini Emery, 1901
  - Platythyrea Roger, 1863
- Ponerini Lepeletier de Saint-Fargeau, 1835
  - Anochetus Mayr, 1861
  - †Archiponera Carpenter, 1930
  - Asphinctopone Santschi, 1914
  - Austroponera Schmidt & Shattuck, 2014
  - Belonopelta Mayr, 1870
  - Boloponera Fisher, 2006
  - Bothroponera Mayr, 1862
  - Brachyponera Emery, 1900
  - Buniapone Schmidt & Shattuck, 2014
  - Centromyrmex Mayr, 1866
  - †Cephalopone Dlussky & Wedmann, 2012[4]
  - Cryptopone Emery, 1893
  - †Cyrtopone Dlussky & Wedmann, 2012[4]
  - Diacamma Mayr, 1862
  - Dinoponera Roger, 186
  - Dolioponera Brown, 1974
  - Ectomomyrmex Mayr, 1867
  - Emeryopone Forel, 1912
  - Euponera Forel, 1891
  - Feroponera Bolton & Fisher, 2008
  - Fisheropone Schmidt & Shattuck, 2014
  - Hagensia Forel, 1901
  - Harpegnathos Jerdon, 1851
  - Hypoponera Santschi, 1938
  - Iroponera Schmidt & Shattuck, 2014
  - Leptogenys Roger, 1861
  - Loboponera Bolton & Brown, 2002
  - Mayaponera Schmidt & Shattuck, 2014
  - Megaponera Mayr, 1862
  - Mesoponera Emery, 1900
  - †Messelepone Dlussky & Wedmann, 2012[4]Mascul Messelepone leptogenoides
  - Myopias Roger, 1861
  - Neoponera Emery, 1901
  - Odontomachus Latreille, 1804
  - Odontoponera Mayr, 1862
  - Ophthalmopone Forel, 1890
  - Pachycondyla Smith, 1858
  - Paltothyreus Mayr, 1862
  - Parvaponera Schmidt & Shattuck, 2014
  - Phrynoponera Wheeler, 1920
  - Plectroctena Smith, 1858
  - Ponera Latreille, 1804
  - Promyopias Santschi, 1914
  - †Protopone Dlussky, 1988[4]
  - Psalidomyrmex André, 1890
  - Pseudoneoponera Donisthorpe, 1943
  - Pseudoponera Emery, 1900
  - Rasopone Schmidt & Shattuck, 2014
  - Simopelta Mann, 1922
  - Streblognathus Mayr, 1862
  - Thaumatomyrmex Mayr, 1887
- incertae sedis

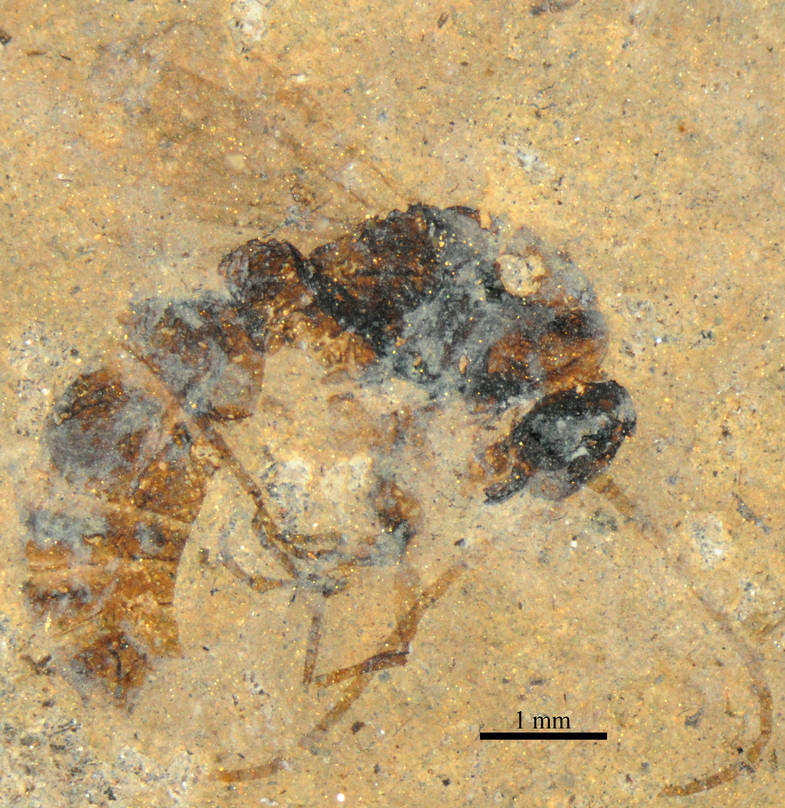
Mascul Messelepone leptogenoides

  - †Afropone Dlussky, Brothers & Rasnitsyn, 2004
  - †Eogorgites Hong, 2002
  - †Eoponerites Hong, 2002
  - †Furcisutura Hong, 2002
  - †Longicapitia Hong, 2002
  - †Ponerites Dlussky & Rasnitsyn, 2003
  - †Taphopone Dlussky & Perfilieva, 2014